# Цефалексин
Цефалексин — антибиотик из группы цефалоспоринов I поколения для приёма внутрь. Производное 7-аминоцефалоспорановой кислоты.

## Фармакологическое действие
Действует бактерицидно, нарушая синтез клеточной стенки микроорганизмов.
Препарат активен в отношении грамположительных микроорганизмов: Staphylococcus spp., Streptococcus pneumoniae, Corynebacterium diphtheriae; грамотрицательных микроорганизмов: Neisseria meningitidis, Neisseria gonorrhoeae, Shigella spp., Salmonella spp., Escherichia coli.
Препарат неактивен в отношении Pseudomonas aeruginosa, Proteus spp. (индол-положительные штаммы), Mycobacterium tuberculosis, анаэробных микроорганизмов.

## Фармакокинетика
Всасывание
После приема внутрь цефалексин абсорбируется из ЖКТ. После приема препарата в дозе 500 мг Cmax в сыворотке достигается через 1 ч и составляет около 18 мг/мл. У пациентов с нормальной функцией почек терапевтическая концентрация препарата в крови наблюдается не более 6 ч.
Распределение
Цефалексин равномерно распределяется в тканях. Высокие концентрации отмечаются во всех органах (особенно в печени и почках); терапевтические концентрации — в желчи, желчном пузыре, костях и суставах, дыхательных путях, гное, грудном молоке и околоплодной жидкости.
Выведение
Цефалексин быстро выводится в неизмененном виде с мочой, в основном, путём клубочковой фильтрации. 80-100 % пероральной дозы выводится с мочой в течение первых 6 ч (полностью — через 8 ч).

## Показания к применению
Инфекции верхних и нижних дыхательных путей (фарингит, средний отит, синусит, ангина, бронхит, острая и обострение хронической пневмонии, бронхопневмония, эмпиема и абсцесс легких); мочеполовой системы (пиелонефрит, цистит, уретрит, простатит, эпидидимит, эндометрит, гонорея, вульвовагинит); кожи и мягких тканей (фурункулёз, абсцесс, флегмона, пиодермия, лимфаденит, лимфангит); костей и суставов (в том числе остеомиелит).

## Побочное действие
- Аллергические реакции: сыпь, крапивница, отек Квинке, эритема, редко — эозинофилия, токсический эпидермальный некролиз, синдром Стивенса-Джонсона, анафилактический шок.
- Со стороны пищеварительной системы: боль в области живота, сухость во рту, анорексия, тошнота, рвота, диарея, токсический гепатит, холестатическая желтуха, повышение активности «печеночных» трансаминаз и щелочных фосфатаз, кандидоз кишечника, ротовой полости, псевдомембранозный энтероколит.
- Со стороны нервной системы: головокружение, слабость, головная боль, возбуждение, галлюцинации, судороги.
- Со стороны мочеполовой системы: интерстициальный нефрит, зуд половых органов и заднего прохода, вагинит, выделения из влагалища, кандидоз половых органов.
- Со стороны органов кроветворения: лейкопения, нейтропения, тромбоцитопения.
- Со стороны опорно-двигательного аппарата: артралгия, артрит.
- Лабораторные показатели: увеличение протромбинового времени.

## Противопоказания
Гиперчувствительность (в том числе к др. бета-лактальным антибиотикам), детский возраст до 3-х лет (для лекарственной формы — капсулы).

## Беременность и лактация
Применение препарата в период беременности и лактации возможно только в том случае, когда предполагаемая польза для матери превышает потенциальный риск для плода. При необходимости назначения препарата в период лактации следует прекратить грудное вскармливание.

## Передозировка
Рвота, тошнота, боли в эпигастрии, диарея, гематурия. Лечение: активированный уголь (эффективнее, чем лаваж[уточнить]), поддержание проходимости дыхательных путей, мониторинг жизненно важных функций, газов крови, электролитного баланса

## Взаимодействие с другими лекарственными средствами
При одновременном применении с фуросемидом, этакриновой кислотой, нефротоксичными антибиотиками (например, аминогликозидами) повышается риск поражения почек. Салицилаты и индометацин замедляют выведение цефалексина. Снижает протромбиновый индекс, усиливает действие непрямых антикоагулянтов.
Всё это справедливо для людей. Для домашних животных это немного некорректно.

## Особые указания
Пациенты с аллергическими реакциями на пенициллины и карбапенемы в анамнезе могут иметь повышенную чувствительность к цефалоспориновым антибиотикам. Во время лечения цефалексином возможна положительная прямая реакция Кумбса, а также ложноположительная реакция мочи на глюкозу. В период лечения не рекомендуется употреблять этанол. У пациентов с нарушением функции почек возможна кумуляция (требуется коррекция режима дозирования). При стафилококковой инфекции существует перекрестная резистентность между цефалоспоритами и изоксазолилпенициллинами.